# Flavien Boyomo
Flavien Enzo Boyomo, né le 7 octobre 2001 à Toulouse, est un footballeur international camerounais qui évolue au poste de défenseur central au CA Osasuna.

## Biographie

### Carrière en club
Né à Toulouse en France, Flavien Boyomo est formé par le Toulouse FC, avant de rejoindre les Blackburn Rovers et l'Angleterre en 2016,.
Il est ensuite transféré à l'Albacete Balompié où il commence sa carrière professionnelle en deuxième division espagnole. Il joue son premier match avec l'équipe première du club le 26 septembre 2020, titularisé pour une défaite 0-1 à l'extérieur contre le CF Fuenlabrada en Segunda División.
Malgré la méforme sportive de son club, qui fait l'ascenseur avec les divisions inférieur, il s'impose comme un leadeur de son équipe et un des plus prometteurs jeunes défenseurs en Espagne,,.

### Carrière en sélection
En mars 2023, Flavien Boyomo est convoqué pour la première fois avec l'équipe senior du Cameroun,,.

## Statistiques par saison
| Saison                | Club                  | Championnat           | Championnat | Championnat | Championnat | Coupe(s) nationale(s) | Coupe(s) nationale(s) | Coupe(s) nationale(s) | Compétition(s) continentale(s) | Compétition(s) continentale(s) | Compétition(s) continentale(s) | Compétition(s) continentale(s) | Barrages | Barrages | Barrages | Cameroun | Cameroun | Cameroun | Total | Total | Total |
| Saison                | Club                  | Division              | M.          | B.          | P.d.        | M.                    | B.                    | P.d.                  | Comp.                          | M.                             | B.                             | P.d.                           | M.       | B.       | P.d.     | M.       | B.       | P.d.     | M.    | B.    | P.d.  |
| 2022-2023             | Albacete Balompié     | La Liga2              | 31          | 0           | 0           | 1                     | 0                     | 0                     | -                              | -                              | -                              | -                              | -        | -        | -        | -        | -        | -        | 32    | 0     | 0     |
| 2021-2022             | Albacete Balompié     | Tercera División      | 25          | 0           | 0           | 2                     | 0                     | 0                     | -                              | -                              | -                              | -                              | 2        | 0        | 0        | -        | -        | -        | 29    | 0     | 0     |
| 2022-2023             | Albacete Balompié     | Tercera División      | 39          | 1           | 2           | 0                     | 0                     | 0                     | -                              | -                              | -                              | -                              | -        | -        | -        | -        | -        | -        | 39    | 1     | 2     |
| Sous-total            | Sous-total            | Sous-total            | 95          | 1           | 2           | 3                     | 0                     | 0                     | -                              | 0                              | 0                              | 0                              | 2        | 0        | 0        | 0        | 0        | 0        | 100   | 1     | 2     |
| 2023-2024             | Real Valladolid       | LaLiga 2              | 38          | 1           | 0           | 1                     | 0                     | 0                     | -                              | -                              | -                              | -                              | -        | -        | -        | -        | -        | -        | 39    | 1     | 0     |
| 2024-2025             | Real Valladolid       | LaLiga                | 3           | 0           | 0           | 0                     | 0                     | 0                     | -                              | -                              | -                              | -                              | -        | -        | -        | -        | -        | -        | 3     | 0     | 0     |
| Sous-total            | Sous-total            | Sous-total            | 41          | 0           | 0           | 1                     | 0                     | 0                     | -                              | 0                              | 0                              | 0                              | 0        | 0        | 0        | 0        | 0        | 0        | 42    | 0     | 0     |
| 2024-2025             | CA Osasuna            | LaLiga                | 34          | 2           | 0           | 3                     | 0                     | 0                     | -                              | -                              | -                              | -                              | -        | -        | -        | 4        | 1        | 0        | 41    | 3     | 0     |
| Sous-total            | Sous-total            | Sous-total            | 34          | 2           | 0           | 3                     | 0                     | 0                     | -                              | 0                              | 0                              | 0                              | 0        | 0        | 0        | 4        | 1        | 0        | 41    | 3     | 0     |
| Total sur la carrière | Total sur la carrière | Total sur la carrière | 170         | 3           | 2           | 6                     | 0                     | 0                     | -                              | 0                              | 0                              | 0                              | 2        | 0        | 0        | 4        | 1        | 0        | 182   | 4     | 2     |